# Bogdan Stancu
Bogdan Sorin Stancu (nascut el 28 de juny de 1987 a Pitești) és un futbolista professional romanès que juga pel Gençlerbirliği de la lliga turca. El seu renom és Motanul (que vol dir gat). Juga com a davanter o de vegades com a segon davanter o migcampista per l'esquerra.
Stancu va començar la seva carrera professional a l'Argeș Pitești, després d'una curta estada al Mioveni. A causa d'una irregularitat en el seu contracte va deixar el club i fitxà per l'Unirea Urziceni. L'estiu de 2008, després de dos anys a l'Urziceni, va marxar a l'Steaua București on va acabar la primera temporada com a màxim golejador de l'equip amb 11 gols. A la primera meitat de la lliga romanesa 2010–11 Stancu va marcar 16 gols en 27 partits, i el Galatasaray el va comprar per 5 milions d'euros. Després d'una actuació no gaire reeixida amb els turcs, fou cedit un any a l'Orduspor Kulübü, i posteriorment hi fou traspassat. Després que l'Orduspor Kulübü descendís a la Süper Lig Stancu va fitxar pel Gençlerbirliği turc.